# Emma av Paris
Emma av Paris, född 943, död 19 mars 968, var en hertiginna av Normandie, gift 960 med hertig Rikard I av Normandie. Hon var dotter till greve Hugo den store av Paris och Hedvig av Sachsen och syster till Hugo Capet, som 987 blev Frankrikes kung.
Emma trolovades med Rikard I vid två års ålder, som en del av en allians mellan Normandie och grevedömmet Paris mot det franska kungahuset. Vigseln ägde rum år 960. Äktenskapet var barnlöst, men förbindelsen gav trots detta en varaktig och betydelsefull status åt Normandie, särskilt efter att Emmas bror år 987 blivit kung av Frankrike. Det har föreslagits att Emma var mor till Emma av Normandie, men detta är tidsmässigt omöjligt.